# Turňa nad Bodvou
Turňa nad Bodvou (Hongaars: Torna) is een Slowaakse gemeente in de regio Košice, en maakt deel uit van het district Košice-okolie.
Turňa nad Bodvou telt 3.551 inwoners. De meerderheid van de bevolking was volgens de volkstelling van 2011 etnisch Hongaar. In de gemeente ligt de burcht van Torna (Turniansky hrad) die vanaf de 13e eeuw het centrum was van het historische Hongaarse comitaat Torna. In 1881 werd dit comitaat samengevoegd tot Abaúj-Torna. Dit comitaat verdween na 1920 van de kaart toen Tsjechoslowakije werd gevormd.

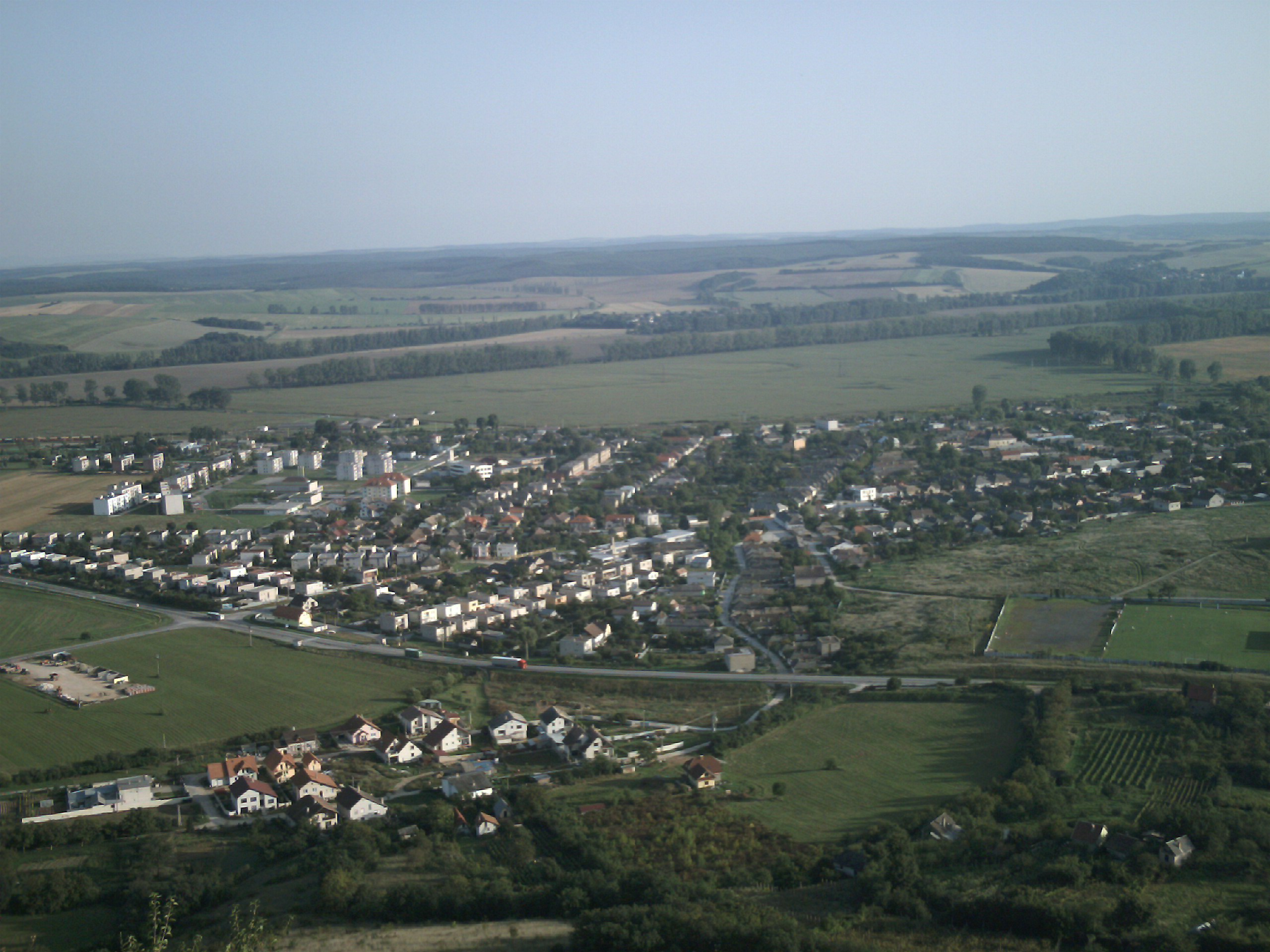
Turňa nad Bodvou
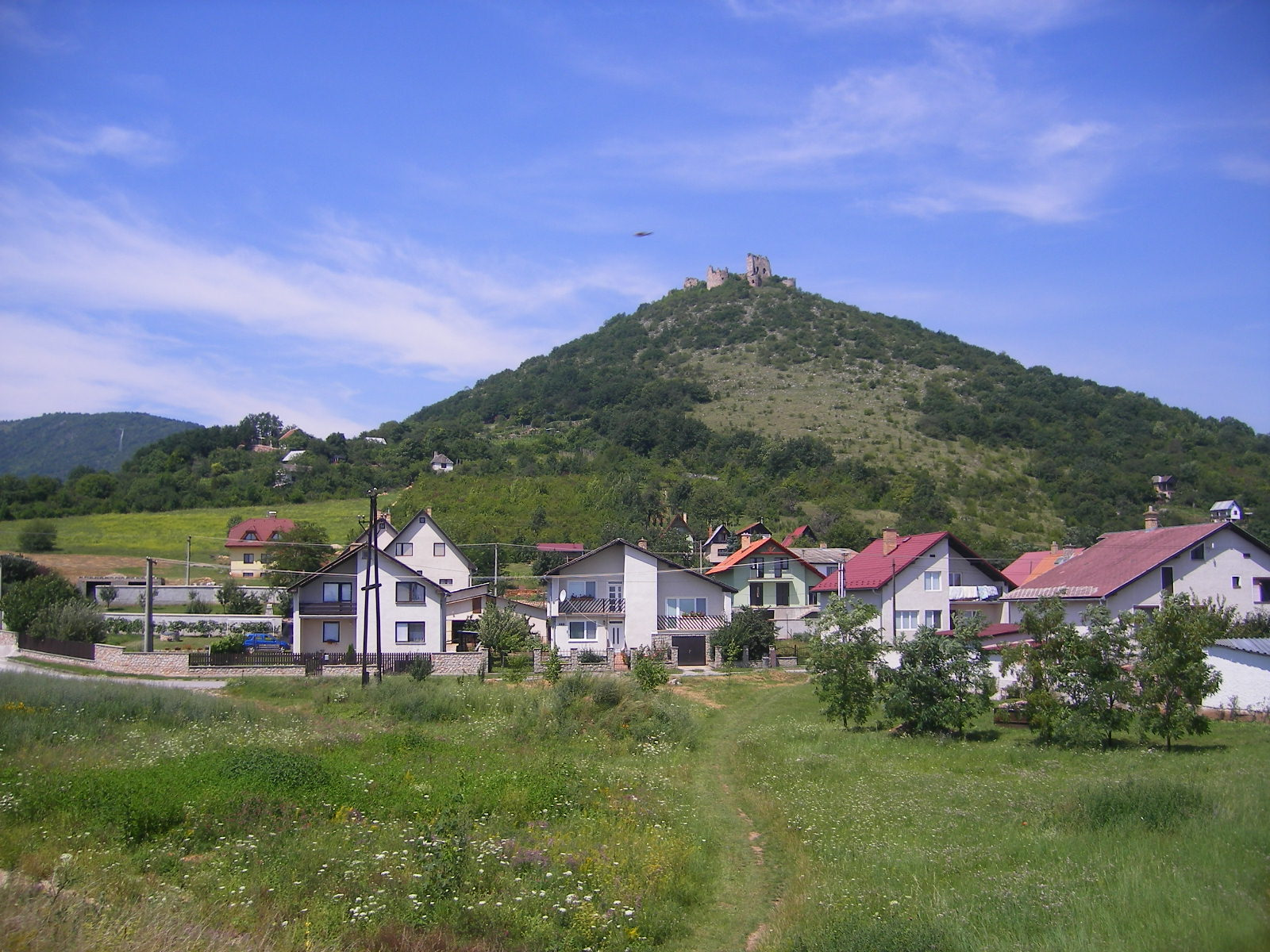
Turňa nad Bodvou
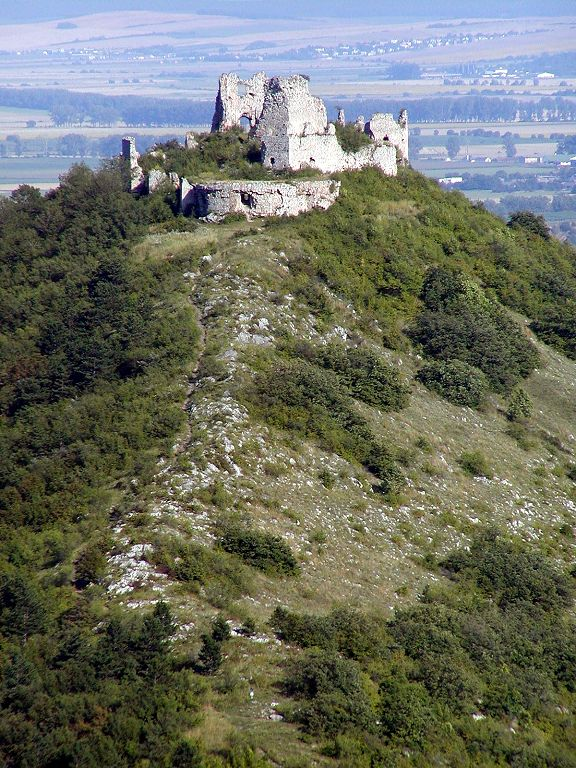
Slot van Turňa
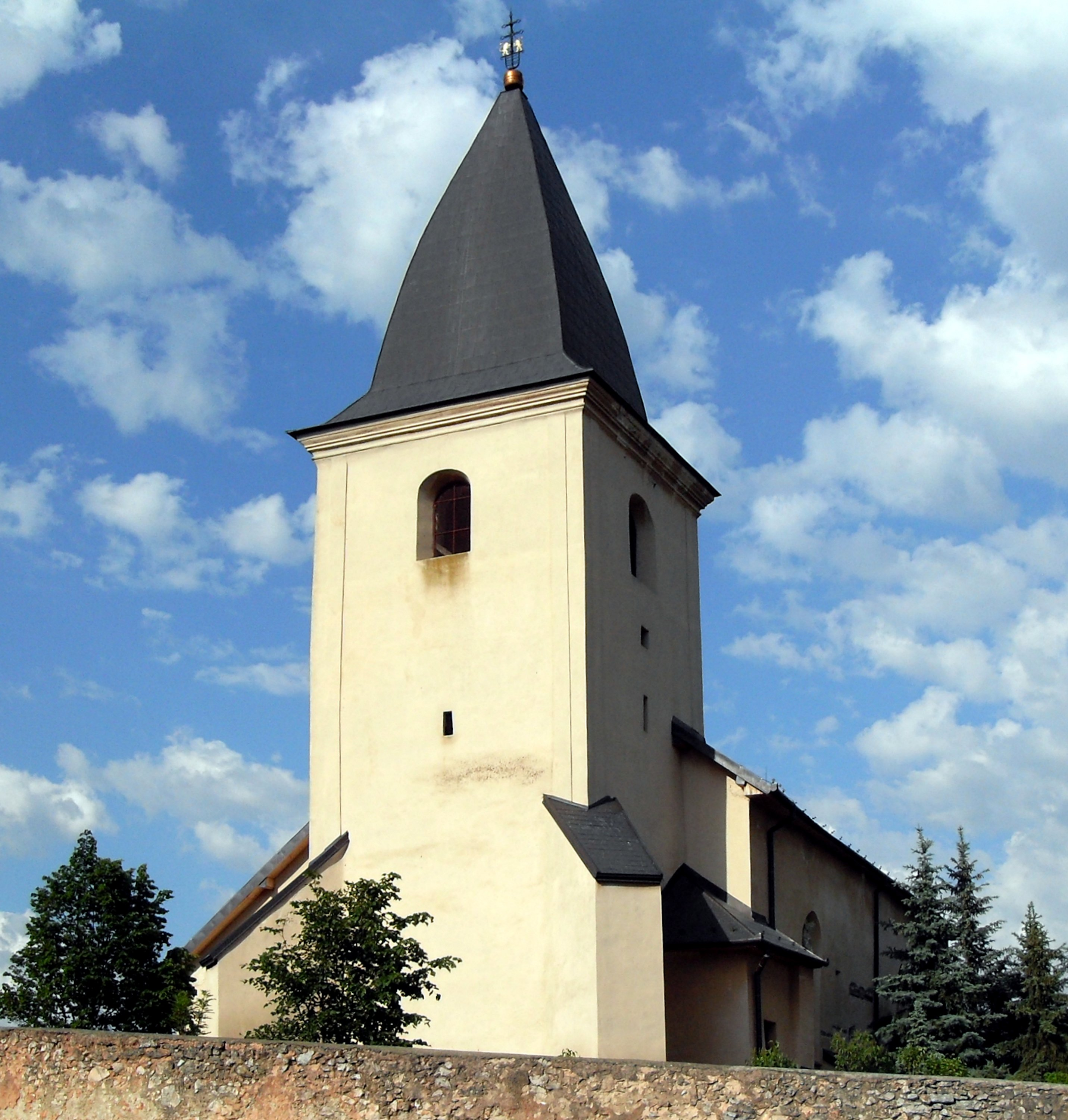
Kerk in Turňa nad Bodvou